# Buddhabrot

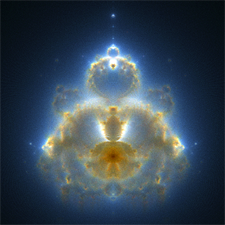
Le Buddhabrot en couleurs

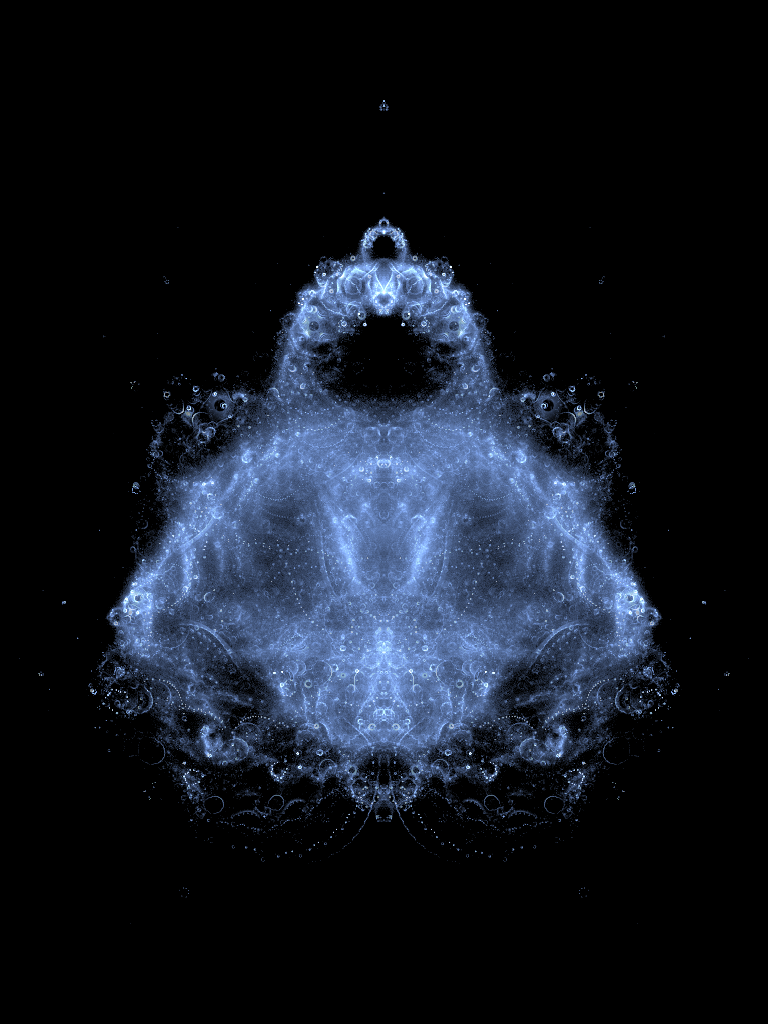
Avec plus d'itérations

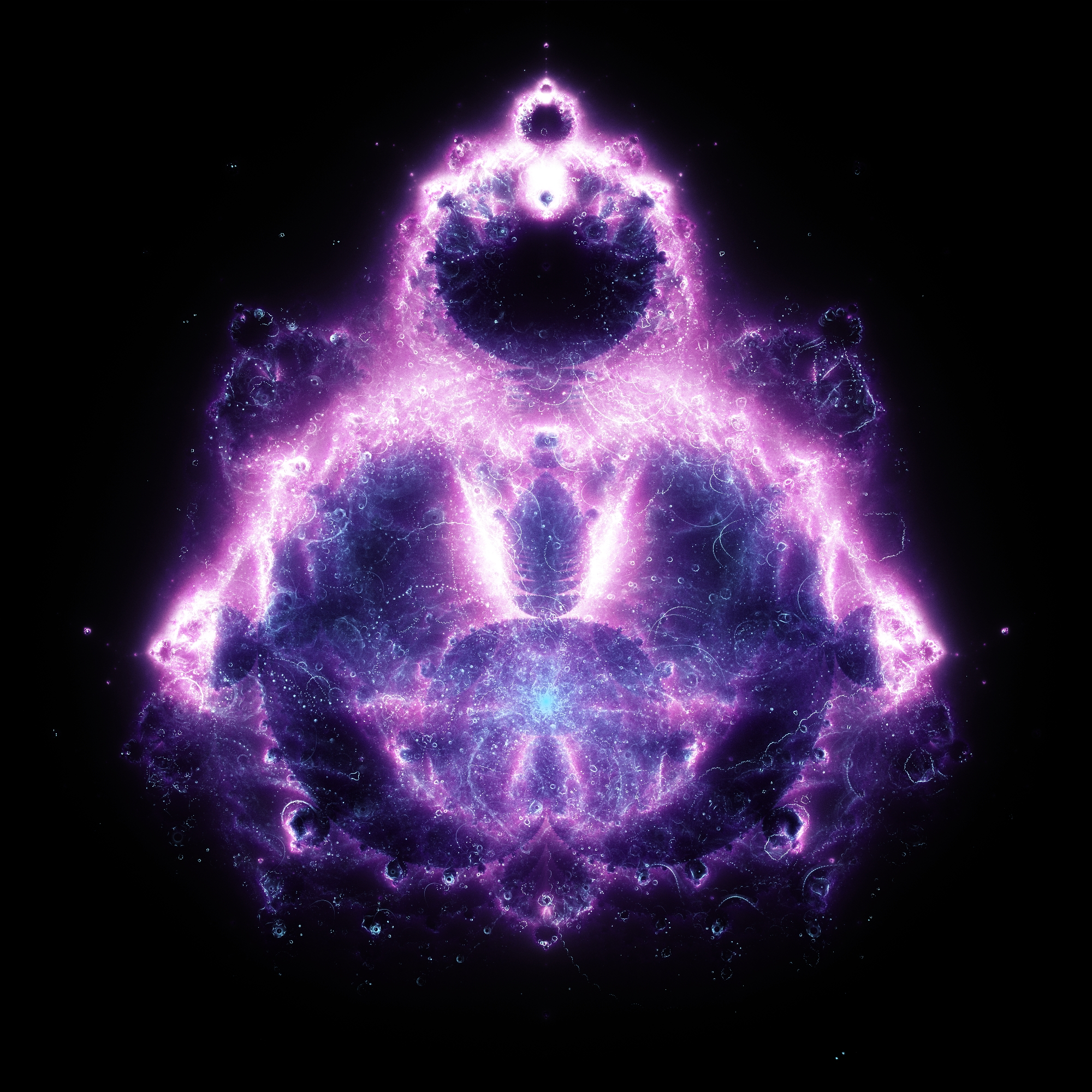
Trois buddhabrots combinés correspondant à 20 000 (violet), 100 000 (bleu) et 1 000 000 (blanc) d’itérations.

Le Buddhabrot est une technique particulière pour représenter une fractale de Mandelbrot, qui produit des images évoquant par paréidolie certaines représentations du Bouddha, d'où son nom.

## Découverte
La technique du Buddhabrot fut découverte indépendamment par plusieurs personnes en même temps. Linas Vepstas envoya des rendus en Buddhabrot à Cliff Pickover en 1988 pour que ce dernier les place dans son livre. Peu après, la méthode était décrite sur Usenet par un post de Daniel (en réalité Melinda) Green sur sci.fractals en 1993, qui écrivait :

« If I were a religious person I would certainly take this as some sort of sign. »

« Si j'étais croyante, j'aurais probablement pris cela pour une sorte de signe. »

Cependant, le nom Buddhabrot fut inventé plus tard, par Lori Gardi.

## Technique de rendu
Mathématiquement, l'ensemble de Mandelbrot est l'ensemble des points c du plan complexe tels que la suite {\displaystyle (z_{n})} définie par {\displaystyle z_{n+1}={z_{n}}^{2}+c} avec {\displaystyle z_{0}=0} ne tende pas vers l'infini en module (on dit que le point ne s'échappe pas).
La méthode traditionnelle pour tracer l'ensemble de Mandelbrot est de colorier en noir les points appartenant à l'ensemble, et les autres dans une couleur dépendant du nombre d'itérations nécessaires pour qu'on soit certain qu'ils s'échappent.
La méthode pour obtenir la représentation sous forme de Buddhabrot est différente. On utilise un tableau à deux dimensions, chaque case représentant un pixel. Pour des points c choisis au hasard (ou, alternativement, régulièrement espacés) dans le plan, si ces points s'échappent après un certain nombre d'itérations (donc n'appartiennent pas à l'ensemble de Mandelbrot), on incrémente le tableau aux points correspondant aux valeurs successives de z prises par la suite {\displaystyle (z_{n})} (on « suit » le parcours des points). Après un certain nombre d'itérations, l'image obtenue en affectant une couleur à chaque point du tableau se stabilise sur le Buddhabrot.

## Nuances
Le nombre d'itérations a un effet décisif sur le résultat visuel. De plus grandes valeurs donnent un aspect plus complexe, alors que des valeurs plus faibles donneront une image plus géométrique.
La technique peut être exécutée pour différents nombres d'itérations et différentes couleurs, qui peuvent ensuite être combinées pour des résultats spectaculaires en plusieurs couleurs.